# 魔進戦隊キラメイジャー THE MOVIE ビー・バップ・ドリーム
- スーパー戦隊シリーズ
  - 魔進戦隊キラメイジャー > 魔進戦隊キラメイジャー THE MOVIE ビー・バップ・ドリーム
  - スーパー戦隊MOVIEレンジャー2021 > 魔進戦隊キラメイジャー THE MOVIE ビー・バップ・ドリーム

『魔進戦隊キラメイジャー THE MOVIE ビー・バップ・ドリーム』（マシンセンタイキラメイジャー ザムービー ビー バップ ドリーム）は、2021年2月20日より東映系で公開された日本の映画作品。
同時上映は『騎士竜戦隊リュウソウジャー 特別編 メモリー・オブ・ソウルメイツ』『機界戦隊ゼンカイジャー THE MOVIE 赤い戦い! オール戦隊大集会!!』。
キャッチコピーは「キラメくソウルで全力全開！ムービーレンジャー!!」「夢の中でもキラメこうぜ!!」。

## 概要
『魔進戦隊キラメイジャー』の単独劇場作品で、スーパー戦隊シリーズ映画『スーパー戦隊MOVIEレンジャー2021』の一篇でもある。公開日は当初『劇場版 仮面ライダーゼロワン REAL×TIME』との同時上映で2020年7月23日を予定していたが、新型コロナウイルス感染拡大の影響で延期となり、また公開に際しては『ゼンカイジャー』、『リュウソウジャー』との3本立てに変更された。
時系列としては、テレビシリーズで魔進ザビューンが登場してから、ヨドンナが登場するまでの間である。エピソードFINALでは回想としてシーンの一部が流用されている。

### 制作
当初撮影は2020年の春ごろを予定していたが、新型コロナウイルス感染拡大による緊急事態宣言の影響で宣言が明けた同年の6月から7月に延期となり撮影されていたため、クリスタリア宝路 / キラメイシルバー役の庄司浩平もまだ合流して間もないころだったという。しかし、公開が延期され、内容も変更がなかったことから公開時期に放送されていたテレビシリーズの最終回の内容とはリンクしていない。
脚本を務めた荒川は、『ジョジョの奇妙な冒険』のデスサーティーンや『インセプション』、『エルム街の悪夢』を参考にしたとしている。

## ストーリー
ヨドン軍幹部のミンジョによって熱田充瑠、射水為朝、クリスタリア宝路、魔進ファイヤ、魔進ショベローの顔に文様が浮かび、深い眠りに落ち、目を覚まさなくなった。ミンジョはかつてクリスタリアから奪ったドリームストーンに呪いをかけ、人々を夢の世界ユメーリアに閉じ込めていた。
残された速見瀬奈、押切時雨、大治小夜はマブシーナとともに仲間たちを夢の世界から連れ戻すため、ドリームストーンの在処を探してマブシーナと夢を共有してユメーリアへと飛び込む。

## 登場人物
ミンジョ
ヨドン軍のヌマージョの妹である幹部クラスで、ヨドンヘイムにある淀みの海に棲む魔女。自称「悪夢のマエストロ」。
かつて、ドリームストーンをクリスタリア王宮の襲撃時に持ち出し、それに呪いをかけて悪用して自在にユメーリアを操る。闇エナジーを眠りに落ちてユメーリアにやってきた人々から絞り取ろうとする。邪面を装着することでバトルモードとなり、飛躍的に身体能力が上がり、大鎌を武器として、常にレムードンを従える。
- 本来はテレビシリーズと同時期にヌマージョとともに登場する予定であったため、こちらが先に描かれてその逆算でヌマージョが描かれた。デザイン画は頭部のみ描かれ、衣装はスタイリストが用意したものである。仮面は以前から構想していたベネチアンマスクのような邪面師をここで使い、ドリームキャッチャーをモチーフとしたもので、悪い夢から守るために身に着けたはずのドリームキャッチャーの不気味な目に覗かれるというものとなっている。ヌマージョとの共通性を持たせたデザインとして、ヌマージョ同様沼地の風景をモチーフとしている。
- ミンジョを演じる壇蜜は、自分の実年齢よりも若いイメージで演じており、邪面を着けると人格が変わるため、着けてからは普段よりもハキハキと喋るようにしている。

レムードン
ミンジョがボディーガードとして使役する硬い毛を持つヒツジのような闇獣。大柄な体躯は突進力が凄まじく、閃光を目から発する強力な催眠技で、相手を深い眠りに落とす。
- 羊の邪面獣であることから、多くの羊の頭を付けることで、羊の頭の数を観客が数えているうちに眠くなるようなデザインとなっている。

ミンジョレムードン
クランチュラから得た大量の闇エナジーによって巨大化したレムードンに、ミンジョが邪面として一体化した合体邪面獣。
ヒツジ型の爆弾レムー弾を体から無数に乱射し、両腕で魔進ロボットの必殺技を完璧に防御する。
- ミンジョが鎌を持っていたことから死神のような頭にしており、死神であることから鎌、ドクロ、黒いクロークにしているが、ドクロ部分はベチャット同様、八ツ目となっている。

## 本作品オリジナルのアイテム・用語
ドリームストーン
ミンジョがクリスタリアの王宮から持ち出した特別な宝石で、これを握ることで夢の主となり、主が知る場所であるユメーリアに人々を誘う。本来は国民とともに王が楽しい夢を見るために使用されており、まだマブシーナが幼いころには、オラディンが宝路やガルザ、マバユイネとともに夢を楽しんでいた。
- ドリームストーンの声を演じる緒方は、中性的と言われたが、普段そのようなキャラクターは男性寄りで演じていたため、宝塚の男役のような女性寄りの声で演じている。

ユメーリア
ドリームストーンを手にした者たちの夢の世界。
赤い魔進ショベロー
充瑠がユメーリアで、魔進ファイヤとともに虹色のペンによって描かかれて具現化した赤い魔進ショベロー。
- 本作品の前売り券特典の玩具では「魔進ショベロー クリアレッドVer.」の名称で商品化された。

キングエクスプレスザビューンドリームジャンボビクトリーバズーカ
連結状態のキングエクスプレスザビューンが変形したバズーカ砲で、キラメイジンとギガントドリラーがザビューンを象ったエネルギーを発射し、V字型に敵を攻撃するキラメイドリームカムトゥルーキャノンが必殺技。

## キャスト
- 熱田充瑠 / キラメイレッド - 小宮璃央[13]
- 射水為朝 / キラメイイエロー - 木原瑠生[13]
- 速見瀬奈 / キラメイグリーン - 新條由芽[13]
- 押切時雨 / キラメイブルー - 水石亜飛夢[13]
- 大治小夜 / キラメイピンク - 工藤美桜[13]
- クリスタリア宝路 / キラメイシルバー - 庄司浩平[13]
- ミンジョ[注釈 3] - 壇蜜[13]
- 博多南無鈴 - 古坂大魔王[13]

### 声の出演
- 魔進ファイヤ - 鈴村健一[13]
- 魔進ショベロー - 岩田光央[13]
- 魔進マッハ - 赤羽根健治[13]
- 魔進ジェッタ - 大河元気[13]
- 魔進ヘリコ - 長久友紀[13]
- 魔進ザビューン - 吉野裕行[13]
- マブシーナ - 水瀬いのり[13]
- オラディン - 杉田智和[13]
- ガルザ - 中村悠一[13]
- クランチュラ - 高戸靖広[13]
- レムードン - 中谷一博[13]
- ラグビー邪面 - 田中美央[13]
- マバユイネ - 桑島法子[13]
- 幼いマブシーナ - 佐々木美琴[13]
- ドリームストーン - 緒方恵美[13]

### スーツアクター
- キラメイレッド[27] - 伊藤茂騎
- キラメイイエロー[28][27] - 蔦宗正人
- キラメイグリーン[27] - 五味涼子
- キラメイブルー[27] - 竹内康博
- 下園愛弓
- 高田将司
- 野川瑞穂
- ガルザ[29] - 矢部敬三
- 神尾直子
- オラディン[29][30] - 藤田洋平
- 森博嗣
- 草野伸介
- ミンジョ[31] - 宮澤雪
- 齊藤謙也
- 渡辺実
- 今井靖彦
- 本多剛幸
- 坂梨由芽
- 村上歩夢
- 村岡弘之
- 橋本恵子
- 高橋光
- 藤田慧
- 岡田和也
- 寺本翔悟
- 井口尚哉
- 榮男樹
- 寒川祥吾
- 宮川連
- 鍜治洸太朗
- 久田悠貴
- 三上真司
- 橋本征弥
- 菅野慶太
- 酒井和真
- 福田圭佑
- 石黒鉄二
- 駒崎太嘉
- 清水麟太郎
- 佐渡山貴仁
- 佐々木駿也
- 林本奈々
- 相田真滉
- 米岡孝弘
- 岡田ひかる
- 川島翔太郎
- 菅野聖
- 長谷川夏来
- 上平田結花
- 小森拓真
- 松本直也

## スタッフ
- 原作 - 八手三郎[13]
- 脚本 - 荒川稔久[13]
- 音楽 - 松本淳一[13]
- 撮影 - 松村文雄[13]
- 照明 - 堀直之
- 美術 - 岡村匡一
- 録音 - 中山寿範
- 編集 - 柳澤和子
- 整音 - 山口満大
- 助監督 - 茶谷和行[13]
- スクリプター - 高遠桜
- 制作担当 - 田中耕作、石切山義貴
- ラインプロデューサー - 青柳夕子
- 絵コンテ - 田中浩二
- キャラクターデザイン - K-SuKe
- 製作 - 手塚治（東映）、西新（テレビ朝日）、高木勝裕（東映アニメーション）、與田尚志（東映ビデオ）、野田孝寛（ADKエモーションズ）、相原晃（東映エージエンシー）、佐藤明宏（バンダイ）
- 企画 - 金子保之（東映）、三輪祐見子（テレビ朝日）、鈴木篤志（東映アニメーション）、加藤和夫（東映ビデオ）、志村章（ADKエモーションズ）、清水啓司（東映エージエンシー）、金木勲（バンダイ）
- スーパーヒーロープロジェクト（東映、テレビ朝日、東映アニメーション、東映ビデオ、ADKエモーションズ、東映エージエンシー、バンダイ）[13]
- プロデュース - 塚田英明・望月卓（東映）、井上千尋（テレビ朝日）、矢田晃一・深田明宏（東映エージエンシー）
- アクション監督 - 福沢博文[13]
- 特撮監督 - 佛田洋[13]
- 監督 - 山口恭平[13]

## 音楽
オープニングテーマ「魔進戦隊キラメイジャー」
作詩 - 藤林聖子 / 作・編曲 - KoTa / 歌 - 大西洋平
エンディングテーマ「キラフル ミラクル キラメイジャー」
作詩 - 藤林聖子 / 作曲 - 岩崎貴文 / 編曲 - 籠島裕昌 / 歌 - 出口たかし
挿入曲「PPAP（ペンパイナッポーアッポーペン）」
作詞・作曲・歌 - ピコ太郎 / 編曲 - 古坂大魔王
劇中で博多南が披露している。

## 映像ソフト化
2021年6月23日発売。Blu-ray / DVDでリリース。
- 魔進戦隊キラメイジャー THE MOVIE ビー・バップ・ドリーム DVD通常版（1枚組）
- スーパー戦隊MOVIEレンジャー2021 コレクターズパック キラメイジャー&リュウソウジャー&ゼンカイジャー 3本セット（3枚組）
  - ディスク1：『スーパー戦隊MOVIEレンジャー2021』本編Blu-ray
    - 『魔進戦隊キラメイジャー THE MOVIE ビー・バップ・ドリーム』『騎士竜戦隊リュウソウジャー 特別編 メモリー・オブ・ソウルメイツ』『機界戦隊ゼンカイジャー THE MOVIE 赤い戦い! オール戦隊大集会!!』の3作品を収録
    - 音声特典
      - 『機界戦隊ゼンカイジャー THE MOVIE 赤い戦い! オール戦隊大集会!!』キャスト&スタッフオーディオコメンタリー（駒木根葵汰×浅沼晋太郎×プロデューサー：白倉伸一郎×監督：中澤祥次郎）

    - 映像特典
      - 『魔進戦隊キラメイジャー THE MOVIE ビー・バップ・ドリーム』メイキング
      - 完成報告イベント
      - 公開記念『機界戦隊ゼンカイジャー THE MOVIE 赤い戦い! オール戦隊大集会!!』初日舞台挨拶
      - 公開記念&『魔進戦隊キラメイジャー THE MOVIE ビー・バップ・ドリーム』最終回直前! 舞台挨拶
      - 公開記念『騎士竜戦隊リュウソウジャー 特別編 メモリー・オブ・ソウルメイツ』舞台挨拶
      - 劇場用先付映像
      - ノンスーパーED
      - PR集
      - MOVIEレンジャーデータファイル
      - ポスタービジュアル

  - ディスク2：『魔進戦隊キラメイジャー THE MOVIE ビー・バップ・ドリーム』本編DVD
  - ディスク3：『騎士竜戦隊リュウソウジャー 特別編 メモリー・オブ・ソウルメイツ』&『機界戦隊ゼンカイジャー THE MOVIE 赤い戦い! オール戦隊大集会!!』本編DVD
- 【完全数量限定】スーパー戦隊MOVIEレンジャー2021 コレクターズパック 豪華版 キラメイジャー&リュウソウジャー&ゼンカイジャー 3本セット（3枚組）
  - セット内容
    - スーパー戦隊MOVIEレンジャー2021 コレクターズパック キラメイジャー&リュウソウジャー&ゼンカイジャー 3本セット
    - センタイギア オール戦隊レッド
    - 漫画『騎士竜戦隊リュウソウジャー ファイナルライブツアー2020』
    - 特製スリーブケース